# 市橋長利
市橋長利（1513年—1585年），日本戰國時代及安土桃山時代的武將。美濃國福束城主。

## 生涯
原本仕於齋藤道三、義龍父子。義龍死後仕於齋藤龍興，織田信長開始攻略美濃後，跟隨美濃齋藤氏抵抗織田氏的入侵。但局勢漸漸對齊藤氏不利，永祿6年（1563年）與信長內通，並負責美濃諸豪族的調略工作。信長平定美濃後，成為信長直屬的側近，並著手與近江國淺井氏同盟（濃江同盟）的交涉工作，後來也參與進攻伊勢國北畠家攻及淺井家。
信長將家督讓給嫡男信忠後，成為信忠直屬的武將。天正8年（1580年）剃髮出家，號為壹齋。本能寺之變時，拒絕明智光秀的邀請而加入織田方，羽柴秀吉取得織田家權力後仕於秀吉。天正12年（1584年）2月，獲得河内國交野郡星田庄及美濃池田郡等領地的所領安堵保證。
天正13年（1585年）3月13日死去。享年73歲。家督由長男長勝繼承。